# دقدق فضي
الدقدق الفضي (الاسم العلمي: Madoqua piacentinii) ظبي صغير وجد في الغابات الكثيفة المنخفضة في الساحل الجنوبي الشرقي من الصومال وفي جنوب شرق إثيوبيا. لون ظهره وجانبيه فضي أشيب.